# Aesculus turbinata
El falso castaño japonés (Aesculus turbinata) es una especie de arbusto perteneciente a la familia de las sapindáceas. Es originaria de Asia.

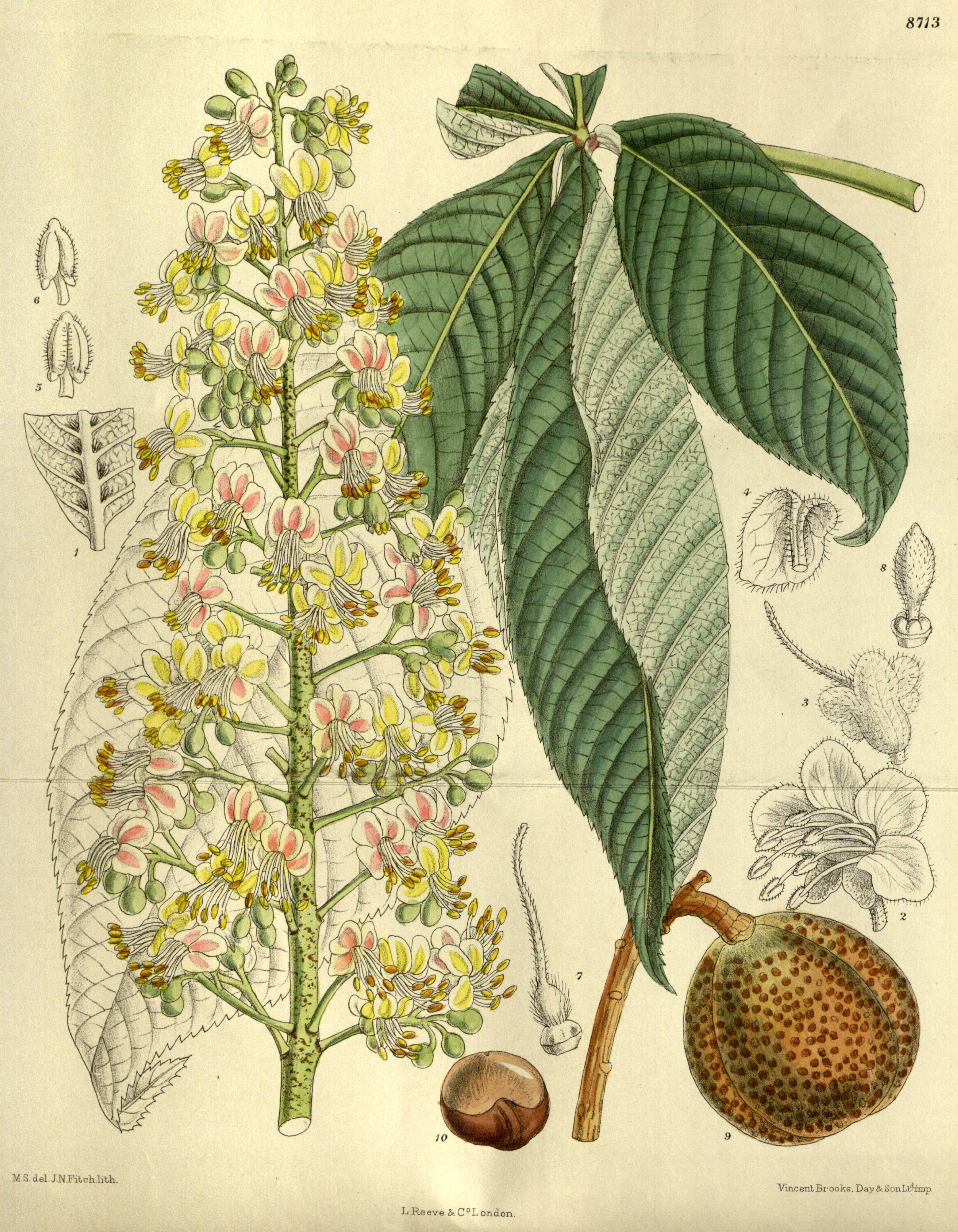
Ilustración.

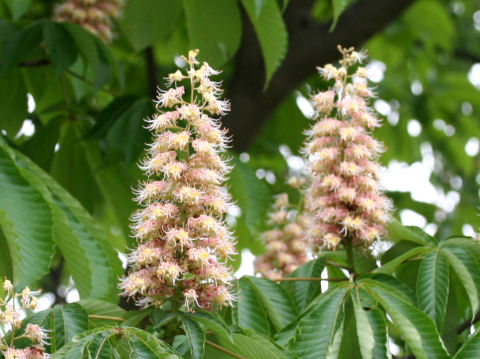
Flores

## Descripción
Son árboles que alcanzan un tamaño de 30 m de altura, y 2 m de diámetro. Las ramas pubescentes cuando jóvenes. Pecíolo 7.5-25 cm, glabro o pubescente; Limbo 5-7 folioladas sésiles, folíolos, envés ligeramente glauco, oblanceoladas, 15-35 × 5-15 cm, envés velloso glabras excepto en las axilas de los nervios laterales, o pubescente, margen crenado superficialmente, ápice acuminado abruptamente; venas laterales en 18-26 parejas. Inflorescencia glabra o pubescente; pedúnculo de 2-4 cm, cilíndrico o cónico con 5-10-flores; pedicelos de 3 - 4 mm. Cáliz de 3-5 mm, envés pubescente. Pétalos 4 (o 5), de color amarillo pálido o blanco, con manchas rojas. El fruto es una cápsula de color marrón oscuro de 2.5-5 cm de diámetro, verrugosa. Semillas por lo general 1, marrón rojizo, ± globosas, de 2-3 cm; hilo marrón pálido, ocupando la 1/2 de las semillas. Fl. De mayo a julio, fr. 2 de septiembre. Tiene  un número de cromosomas de n = 40.

## Distribución y hábitat
Introducido en China, se cultiva en los parques; a una altitud de 100-200 metros en Shandong (Qingdao), Shanghái, nativo de Japón.

## Taxonomía
Aesculus turbinata fue descrita por Carl Ludwig Blume y publicado en Rumphia 3: 195. 1847.
Etimología
Aesculus: nombre genérico latino dado por Linneo en 1753 y 1754, a partir del Latín antiguo aesculus, -i, el roble, lo que es sorprendente, aunque en los numerosos autores de la antigüedad que lo usaron, Plinio el Viejo precisa en su Historia naturalis (16, 11) que es uno de los árboles que producen bellotas ("Glandem, quae proprie intellegitur, ferunt robur, quercus, aesculus, ..."  -La bellota propiamente dicha viene del roble, del aesculus, ...) y, quizás de allí proviene la confusión, pues las castañas de india tienen un lejano y superficial parecido con la bellotas por su piel dura y su carne firme y amarillenta.
turbinata: epíteto latín que significa "en forma de cono".
Sinonimia
- Aesculus dissimilis Blume
- Aesculus turbinata var. pubescens Rehder
- Aesculus turbinata f. pubescens (Rehder) Ohwi ex Y.Endo
- Pawia dissimilis Kuntze
- Pawia turbinata Kuntze[4]